# 第5軍 (日本軍)
第5軍（だいごぐん）は、大日本帝国陸軍の軍の一つ。

## 第一次編成
1937年（昭和12年）12月8日に編成され、大本営戦闘序列に編入、1938年（昭和13年）12月15日戦闘序列解除。
- 第五軍戦闘序列

司令官
- （兼）古荘幹郎 中将：1937年（昭和12年）12月8日 - 1938年（昭和13年）12月15日

参謀長
- （兼）秦雅尚少将：1937年（昭和12年）12月8日 - 1938年（昭和13年）2月26日

## 第二次編成
1939年（昭和14年）5月19日に編成され、関東軍編組の第1方面軍に所属した。主に満州東部の守備にあたり、対ソ防衛戦にはソ連軍と交戦し在留邦人の脱出を掩護した。ソ連軍の第1極東方面軍第5軍と交戦中に停戦命令を受領。GHQの一般命令第一号に基づき、隷下の師団や連隊はソ連赤軍に降伏するように指示され、多数の兵士がシベリアに抑留された。

### 歴代司令官
- 土肥原賢二 中将：1939年（昭和14年）5月19日 - 1940年（昭和15年）9月28日
- 波田重一 中将：1940年（昭和15年）9月28日 - 1941年（昭和16年）10月15日
- 飯村穣 中将：1941年（昭和16年）10月15日 - 1943年（昭和18年）10月29日
- 上村利道 中将：1943年（昭和18年）10月29日 - 1944年（昭和19年）6月27日
- 清水規矩 中将：1944年（昭和19年）6月27日 - 終戦

### 歴代参謀長
- 倉茂周蔵 少将：1939年（昭和14年）5月19日 - 1940年（昭和15年）3月9日
- 牧野四郎 少将：1940年（昭和15年）3月9日 - 1941年（昭和16年）4月21日
- 田坂専一 少将：1941年（昭和16年）4月21日 - 1942年（昭和17年）7月1日
- 稲田正純 少将：1942年（昭和17年）7月1日 - 1943年（昭和18年）2月22日
- 片岡董 少将：1943年（昭和18年）2月22日 - 1944年（昭和19年）8月3日
- 河越重定 少将：1944年（昭和19年）8月3日 - 終戦

### 歴代参謀副長
- 稲田正純 大佐：1941年（昭和16年）7月7日 - 1942年（昭和17年）7月1日（参謀長に昇格）

### 最終司令部構成
- 司令官：清水規矩 中将
- 参謀長：河越重定 少将
- 高級参謀：柏田秋治 大佐（陸士33期）
  - 情報参謀：前田忠雄 中佐（陸士43期）
  - 参謀：佐藤豊 少佐（陸士46期）
  - 参謀：月岡貞紀 少佐（陸士46期）
- 兵器部長：中楯弘観 少将（陸士25期：1945年（昭和20年）1月20日 - ）
- 経理部長：江間健治 主計大佐（1944年（昭和19年）8月25日 - ）
- 軍医部長：佐藤俊二 軍医少将（1944年（昭和19年）3月1日 - ）
- 獣医部長：飯塚和吉 獣医大佐（1944年（昭和19年）5月1日 - ）
- 法務部長：高橋俊士 法務中佐（1944年（昭和19年）3月1日 - ）

### 所属部隊
| - 第11師団 - 第24師団 - 第6独立守備隊 - 第4国境守備隊 - 第12国境守備隊 - 第2戦車団 | - 第11師団 - 第24師団 - 第6独立守備隊 (璦琿要塞) - 第12国境守備隊 (廟嶺要塞) - 第12国境守備隊歩兵隊 - 第12国境守備隊砲兵隊 - 第12国境守備隊工兵隊 - 第8砲兵司令部 - 砲兵情報第1連隊 - 独立野砲兵第1連隊 - 野戦重砲兵第5連隊 - 野戦重砲兵第7連隊 - 野戦重砲兵第12連隊 - 野戦重砲兵第20連隊 - 独立重砲兵第5大隊 - 独立重砲兵第8大隊 - 独立重砲兵第11大隊 - 独立速射砲第7大隊 | - 第124師団 - 第126師団 - 第135師団 - 第15国境警備隊：西脇武大佐 - 第15国境警備隊砲兵隊：大木正大尉 - 第1工兵隊司令部：佐々木庄助大佐 - 独立工兵第18連隊：小川四郎少佐 - 第3野戦築城隊：小林達輔大佐 - 第9遊撃隊 - 陸軍病院 - 関東第32（虎林）：水野甚兵衛軍医大佐 - 関東第34（綏陽）：渡辺譲軍医少佐 - 関東第37（牡丹江）：武田要軍医少佐 - 関東第63（牡丹江）：嶋田哲郎軍医少佐 - 関東第66（穆陵）：木村正軍医中佐 - 関東第68（虎頭）：安倍哲夫軍医少佐 - 関東第73（宝清）：大脇達雄軍医少佐 - 関東第74（平陽鎮）：桑畑勇雄軍医中佐 - 関東第78（杏樹）：波藤雅隆軍医少佐 - 関東第79（鶏寧）：松坂治一軍医中佐 - 関東第80（八面通）：田中政喜軍医中佐 砲兵部隊 - 野戦重砲兵第20連隊：松村精大佐 - 独立重砲兵第5大隊：篠田平吉少佐 - 独立重砲兵第8大隊：林太郎中佐 - 独立速射砲第31大隊 - 迫撃第13大隊：広田武男少佐 兵站部隊 - 電信第46連隊：武井久男少佐 - 独立輜重兵第64大隊 - 第19兵站衛生隊 - 第45野戦道路隊 補給廠 - 第20軍馬防疫廠：斎藤武夫獣医中佐 - 第17野戦兵器廠： - 第17野戦自動車廠：加藤大吉大佐 - 第17野戦貨物廠：宮田三千三主計大佐 |